# فيل بوغل
فيل بوغل (بالإنجليزية: Phil Bogle)‏ هو لاعب كرة قدم أمريكية أمريكي، ولد في 27 سبتمبر 1979 في سبرينغ فالي في الولايات المتحدة.

## وصلات خارجية
- فيل بوغل على موقع مرجع كرة القدم المحترفة.كوم (الإنجليزية)